# Jacky Munaron
Jacky Munaron (8 de setembre de 1956) és un exfutbolista belga.

## Selecció de Bèlgica
Va formar part de l'equip belga a la Copa del Món de 1982.